# Klieština
Klieština je naseljeno mjesto u okrugu Považská Bystrica u Trenčínskom kraju u Slovačkoj.

## Stanovništvo
| Godina:     | 1993. | 2003.   | 2013.   | 2023.   |
| ----------- | ----- | ------- | ------- | ------- |
| Broj ljudi: | 390   | 370     | 337     | 336     |
| Razlika:    |       | -5,12 % | -8,91 % | -0,29 % |

| Godina:     | 2022. | 2023.   |
| ----------- | ----- | ------- |
| Broj ljudi: | 339   | 336     |
| Razlika:    |       | -0,88 % |

Prema podatcima o broju stanovnika iz 2023. godine naselje je imalo 336 stanovnika.

## Vanjske poveznice
|  | Zajednički poslužitelj ima još gradiva o temi Klieština |

- Službena stranica naselja (sl.)